# Vastagcsőrű pókvadász
A vastagcsőrű pókvadász (Arachnothera crassirostris) a madarak (Aves) osztályának verébalakúak (Passeriformes) rendjébe, ezen belül a nektármadárfélék (Nectariniidae) családjába tartozó faj.

## Rendszerezése
A fajt Heinrich Gottlieb Ludwig Reichenbach német botanikus és ornitológus írta le 1854-ben, az Arachnocestra nembe Arachnocestra crassirostris néven.

## Előfordulása
délkelet-Ázsiában, Brunei, Indonézia, Malajzia, Szingapúr és Thaiföld területén honos. Természetes élőhelyei a szubtrópusi és trópusi síkvidéki esőerdők és mangroveerdők, valamint ültetvények. Állandó, nem vonuló faj.

## Megjelenése
Testhossza 17 centiméter.

## Életmódja
Rovarokkal és nektárral táplálkozik.

## Természetvédelmi helyzete
Az elterjedési területe nagyon nagy, egyedszáma ugyan csökken, de még nem éri el a kritikus szintet. A Természetvédelmi Világszövetség Vörös listáján nem fenyegetett fajként szerepel.